# عثمانی خوانتورینا
عثمانی خوانتورینا پورتوندو (به انگلیسی: Osmany Juantorena Portuondo) (متولد ۱۲ اوت ۱۹۸۵) بازیکن والیبال دو ملیتی ایتالیایی، کوبایی است. عثمانی از سال ۲۰۰۳ تا ۲۰۰۶ عضو تیم ملی والیبال کوبا بود و در سال ۲۰۱۵ با قبول تبعیت و حق ملیت ایتالیایی عضو تیم ملی والیبال ایتالیا شد و در جام جهانی ۲۰۱۵ اولین بازی خود را برای ایتالیا در مقابل کانادا انجام داد. حال حاضر جزو بهترین دریافت کننده های جهان به حساب می اید.
خوانتورینا تا به حال در سال‌های ۲۰۱۰ و ۲۰۱۱ به عنوان باارزش‌ترین بازیکن لیگ قهرمانان اروپا انتخاب شد.
عثمانی والیبال را در سن ۱۲ سالگی در کوبا، در سانتیاگو اورینتالس آغاز نمود. او در باشگاه سانتیاگو اورینتالس کوبا به مدت هفت سال بازی کرد و بعد به لیگ روسیه رفت و به باشگاه والیبال اورال اوفا پیوست و برای تیم ملی والیبال کوبا به میدان رفت و همراه با کوبا مدال برنز لیگ جهانی ۲۰۰۵ را به دست آورد. عثمانی در اواخر سال ۲۰۰۶ به مدت دو سال از والیبال دور بود. 
بازگشت او به والیبال به رفتن به ایتالیا منجر شد و به عضویت ترنتینو ایتالیا درآمد و به همراه تیمش قهرمان باشگاه‌های جهان، جام حذفی ایتالیا و لیگ قهرمانان اروپا شد. او در ماه مه ۲۰۱۰ به العربی قطر پیوست و در سپتامبر ۲۰۱۰ به ترنتینو بازگشت و پس از حضور در باشگاه سابق در سال ۲۰۱۳ به هالک بانک ترکیه پیوست و با این تیم به قهرمانی باشگاه‌های اروپا رسید. 
خوانتورینا در سال ۲۰۱۶ به همراه دیگر بازیکنان تیم ملی ایتالیا به مدال نقره المپیک ریو دست یافت و یکی از ارکان موفقیت تیم ایتالیا بود.

## افتخارات

### فردی
- باارزش‌ترین بازیکن قهرمانی باشگاه‌های جهان ۲۰۱۷
- بهترین دریافت کننده قدرتی - جام جهانی ۲۰۱۵
- باارزش‌ترین بازیکن جام امیر قطر ۲۰۱۵
- باارزش‌ترین بازیکن جام حذفی ایتالیا ۲۰۱۴
- باارزش‌ترین بازیکن لیگ برتر والیبال ترکیه ۲۰۱۴
- باارزش‌ترین بازیکن - قهرمانی باشگاه‌های جهان ۲۰۱۲
- باارزش‌ترین بازیکن جام حذفی ایتالیا ۲۰۱۲
- باارزش‌ترین بازیکن جام امیر قطر ۲۰۱۲
- باارزش‌ترین بازیکن - جام هیر آپارنت ۲۰۱۱
- باارزش‌ترین بازیکن - قهرمانی باشگاه‌های جهان ۲۰۱۱
- بهترین اسپکر - قهرمانی باشگاه‌های جهان ۲۰۱۱
- باارزش‌ترین بازیکن - لیگ قهرمانان والیبال اروپا ۲۰۱۱
- باارزش‌ترین بازیکن - قهرمانی باشگاه‌های جهان ۲۰۱۰
- باارزش‌ترین بازیکن - لیگ قهرمانان والیبال اروپا ۲۰۱۰
- بهترین زننده سرویس - قهرمانی باشگاه‌های جهان ۲۰۰۹
- بهترین دریافت کننده قدرتی - لیگ جهانی ۲۰۰۵
- باارزش‌ترین بازیکن - سوپر لیگ روسیه ۲۰۰۵

## شخصی
عثمانی برادرزاده آلبرتو خوانتورنا، دونده و سیاستمدار کوبایی است. وی متأهل و دارای یک فرزند به نام ویکتوریا می‌باشد.